# Menunkatuck
Menunkatuck (prema Johnu Menti po svom ženskom sachemu zovi se i Shaumpishuh.Ostali nazivi: Menunkatuc, Mennuketuck, Manuncatuck, Menuncatuk, Menunketuck, Menunquatucke, Monunkatuck, Munnucketucke, Mununketucke), jedna od četiri malene skupine Quinnipiac Indijanaca, porodica Algonquian, koja je živjela na području današnjeg Guilforda u Connecticutu (sachemdom Menunketuck). 
Kada su Englezi 1638. došli u taj kraj, njihova squaw sachem (prema Johnu Menti) bila je Shaumpishuh, sestra sachema Momauguina, koji je vodio istoimenu skupinu iz New Havena. S naseljenicima Indijanci suživjeli u miru.  